# Теофиполь
Теофи́поль (укр. Теофі́поль) — посёлок в Хмельницкой области Украины Хмельницкого района.

## Географическое положение
Расположен на реке Полква (приток Горыни), в 97 км северо-западнее Хмельницкого.

## История
В 1797 году Теофиполь стал центром Теофипольской волости Староконстантиновского уезда Волынской губернии. Здесь регулярно проходили ярмарки. В 1901 году здесь насчитывалось 4848 жителей, действовали три водяные мельницы, винокуренный, поташный, мыловаренный и кирпичный заводы, два народных училища, богадельня, аптека, православная церковь и католическая церковь.
В ходе Великой Отечественной войны с 6 июля 1941 до 4 марта 1944 года Теофиполь был оккупирован немецкими войсками.
В 1975 году в посёлке действовали сахарный завод, сыродельный завод, кирпичный завод, комбикормовый завод и несколько других предприятий.
В мае 1995 года Кабинет министров Украины утвердил решение о приватизации находившихся здесь сыродельного завода, райсельхозтехники и райсельхозхимии, в июле 1995 года было утверждено решение о приватизации ремонтно-механической мастерской.

## Население
В январе 1989 года численность населения составляла 7 824 человека.
По состоянию на 1 января 2013 года население составляло 7686 человек.

### Языковой состав
Родной язык населения по данным переписи 2001 года:
| Язык       | Численность, чел. | Доля     |
| ---------- | ----------------- | -------- |
| Украинский | 6 918             | 98,46 %  |
| Русский    | 90                | 1,28 %   |
| Другие     | 18                | 0,26 %   |
| Итого      | 7 026             | 100,00 % |

## Экономика
Пищевая промышленность (сахарный завод).

## Транспорт
Находится в 30 км от ближайшей железнодорожной станции Суховоля на линии Шепетовка — Подольская — Тернополь

## Дополнительная информация
- прежние названия: Камень (XV—XVII ст.), Човганский Камень(XVII ст.), Човган (1681—1740)